# Houghton, Michigan
Houghton este o localitate, municipalitate și sediul comitatului omonim, Houghton, statul Michigan, Statele Unite ale Americii.